# Las Labores
Las Labores es un municipio español situado en la provincia de Ciudad Real, dentro de la comunidad autónoma de Castilla-La Mancha.

## Localización
El pueblo de Las Labores está situado en el noreste de la provincia de Ciudad Real. El término municipal, que consta con aproximadamente 34 kilómetros cuadrados linda al norte con Herencia, al este con Puerto Lápice, al sur con Arenas de San Juan y al oeste con Villarrubia de los Ojos.

## Historia
Hasta el siglo XVII se denominaba Las Otras Casas, ya que nació como una pedanía dependiente del pueblo de Arenas de San Juan, pero debido a la mayor salubridad de sus tierras, al estar más lejos de los inicios de las Tablas de Daimiel (lo que evitaba el contacto con aguas estancadas), la población que trabajaba estas tierras empezó a asentarse definitivamente y el 22 de enero de 1843 alcanzó la independencia. Su formación se produjo al haber en dicho lugar casas de labor habitadas por habitantes de Herencia.

## Demografía
Las Labores cuenta con una población de 547 habitantes (INE 2024).
| Gráfica de evolución demográfica de Las Labores entre 1857 y 2021 |
| |
| Población de derecho según los censos de población del INE Población de hecho según los censos de población del INEEntre el censo de 1857 y el anterior, aparece este municipio porque se segrega del municipio Manzanares |

## Economía
La economía de Las Labores se basa en la agricultura y la ganadería.
El cultivo más importante es el de la vid, para la obtención de vino, existiendo dos Cooperativas Agrarias dedicadas a la creación de vino "Virgen del Sagrario" y "San Isidro Labrador".
El segundo cultivo en importancia es el olivar, para la obtención de aceite de oliva, existiendo una Cooperativa denominada "San Carlos Borromeo", aunque existieron en el pasado, actualmente no existe ninguna almazara privada en el pueblo. Actualmente la Cooperativa comercializa su aceite bajo el nombre "Laboreño".
Existen varias explotaciones ganaderas, dedicadas en su mayor parte a la cría de pollos, aunque también existen criadores de cerdos, cabras y ovejas.
En el término municipal de Las Labores también se encuentra una fábrica de productos espirituosos: Pernot Ricard España.

## Fiestas
La fiesta mayor de Las Labores se celebra el 15 de agosto, en honor de la Virgen del Sagrario.
El resto de fiestas que se celebran son:
- San Antón: 17 de enero

Fiesta celebrada tradicionalmente por los mozos del pueblo que se incorporaban al servicio militar al año siguiente (jóvenes de 18 años), consiste en una gran hoguera con la leña recogida por ellos mismos y a continuación una gran traca de petardos, cohetes y carretillas.
- San Marcos: 25 de abril

Ha perdido importancia en cuanto a su celebración, originalmente la costumbre era que todo el pueblo se fuese al campo a merendar el típico hornazo, torta con un huevo cocido en su centro. Ahora, aunque la gente no sale al campo, todavía se conserva la costumbre de hacer los hornazos.
- Mayos a la Virgen del Sagrario: 30 de abril

A las 24 horas, y para celebrar la entrada del mes de mayo, en la iglesia, se cantan los Mayos a la Virgen, interpretados por un grupo de jóvenes de la localidad acompañados del resto de vecinos.
- San Isidro Labrador: 15 de mayo

El pueblo acude en romería a una alameda cercana a la localidad, denominada "La Tejera", y en la que se encuentra la ermita dedicada a San Isidro. Por la tarde tiene lugar una verbena y baile.
- San Carlos Borromeo: 4 de noviembre

Patrón de Las Labores. Se celebra por la mañana una Misa en la iglesia, que lleva su nombre. Por la noche tiene lugar un baile popular en el "Círculo San Carlos Borromeo".